# 格哈德·亨尼格
格哈德·亨尼格（德語：Gerhard Hennige，1940年9月23日—），德国男子田径运动员。他曾代表西德参加1968年夏季奥林匹克运动会田径比赛，获得一枚银牌和一枚铜牌。